# Ljustjärnen (Degerfors socken, Västerbotten, 716534-168890)
Ljustjärnen är en sjö i Vindelns kommun i Västerbotten och ingår i Sävaråns huvudavrinningsområde.